# Wilhelm Amandus Auberlen

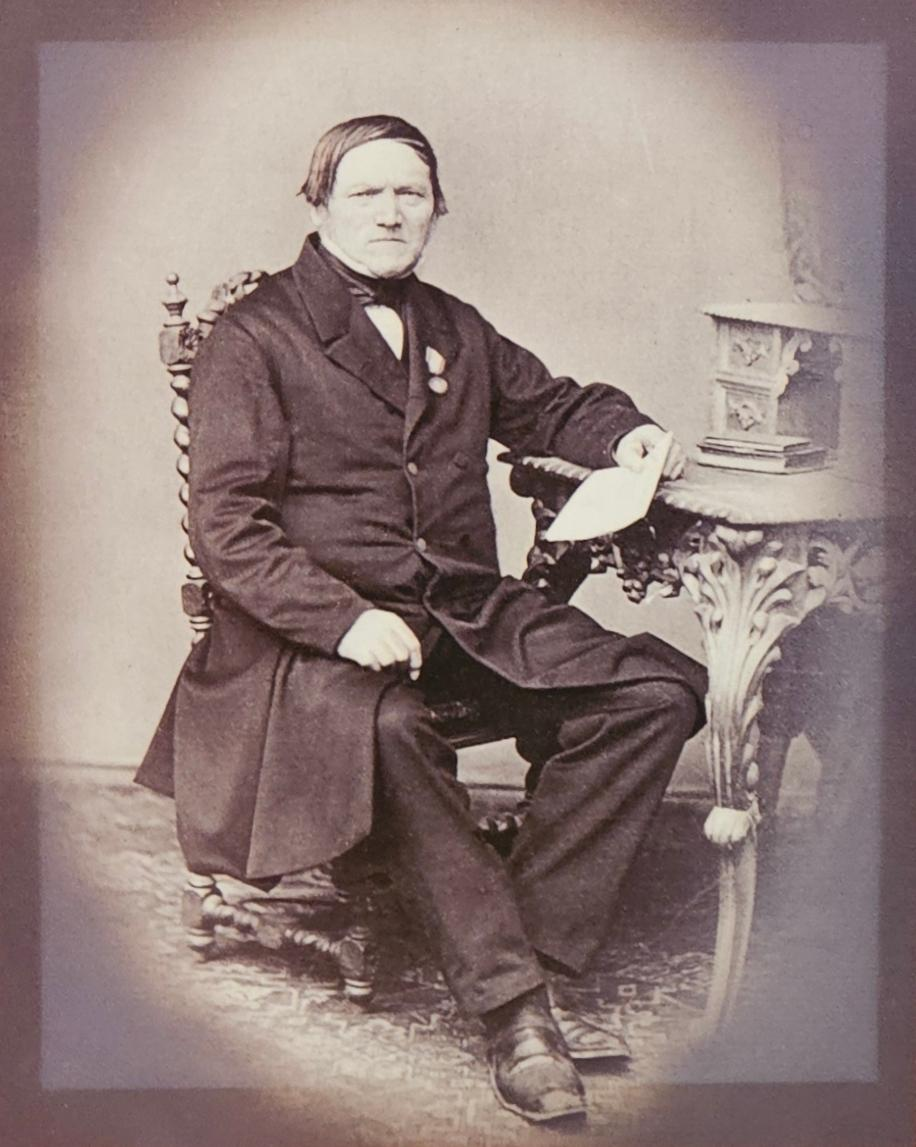
Wilhelm Amandus Auberlen, um 1860

Wilhelm Amandus Auberlen (* 24. Oktober 1798 in Fellbach; † 29. September 1874 in Fellbach) war ein württembergischer Lehrer, Musiker und Komponist, der dritte berühmte Vertreter der Fellbacher Lehrer- und Musikerfamilie Auberlen.

## Leben

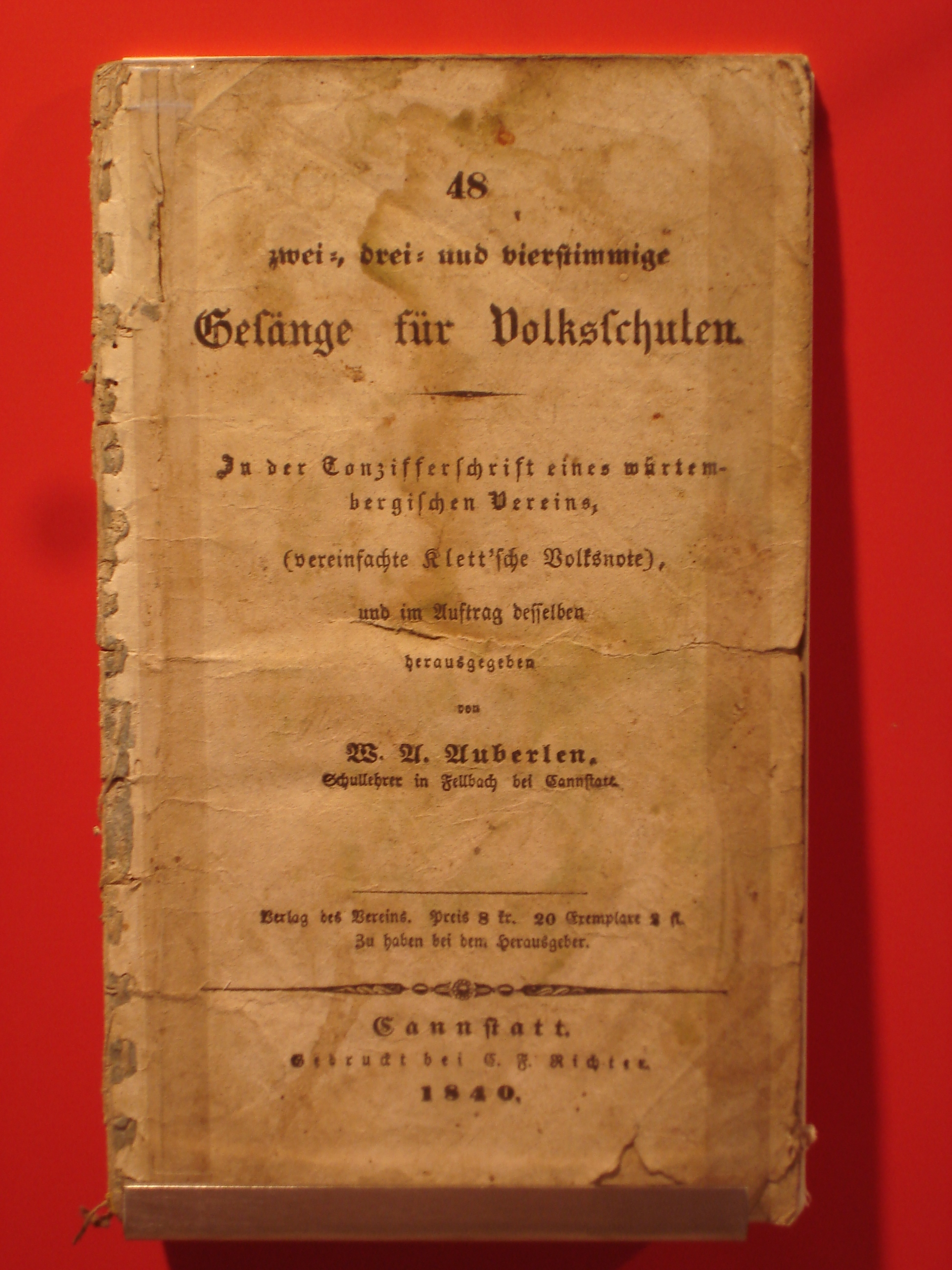
Ausgabe von Auberlens "Gesänge für Volksschulen" im Stadtmuseum Fellbach

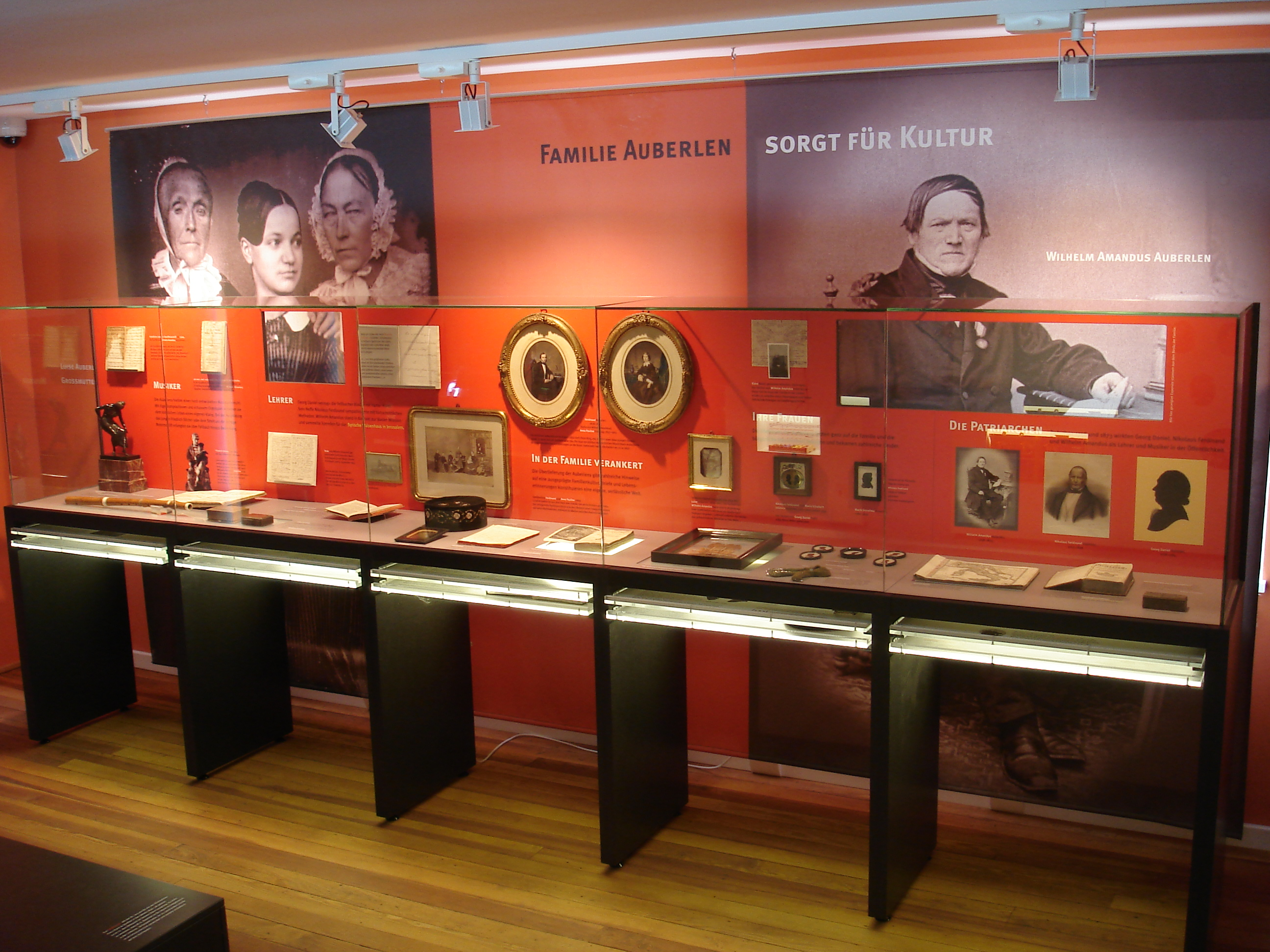
Vitrine für Familie Auberlen im Stadtmuseum Fellbach

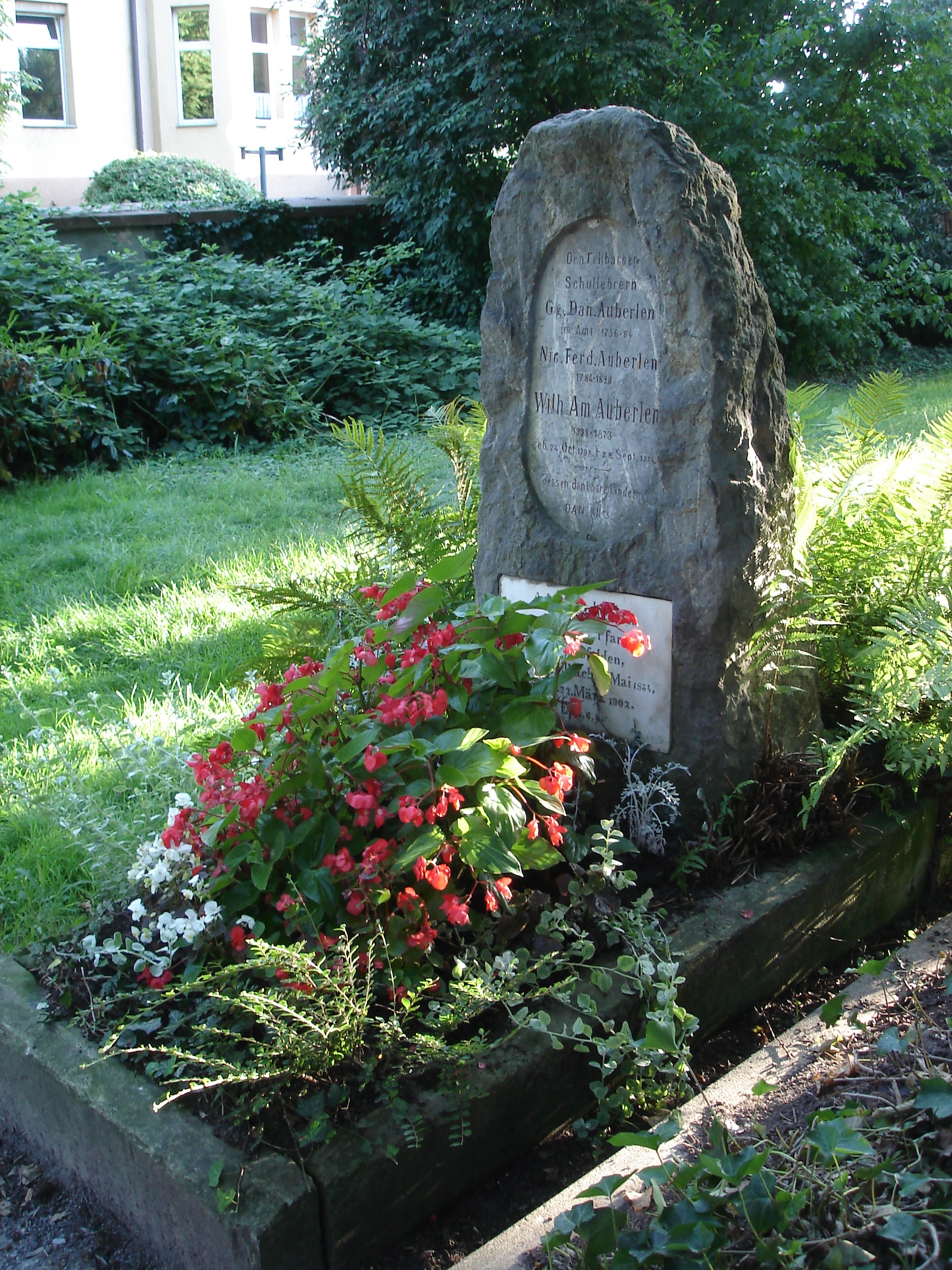
Grab auf dem Alten Friedhof in Fellbach

Wilhelm Amandus Auberlen wurde als vierter und jüngster Sohn des Fellbacher Schulmeisters Nikolaus Ferdinand Auberlen geboren. Als bester Schüler wiederholt mit Prämien ausgezeichnet, wurde er 1815 im väterlichen Dienst als Zweiter Provisor, 1818 als Erster Provisor eingestellt. 
Von 1819 bis 1821 besuchte er das Seminar in Esslingen am Neckar, um danach sieben Jahre als Amtsverweser seines kränkelnden Vaters in Fellbach zu arbeiten, bis ihn die Gemeinde im Juni 1828 zum Nachfolger wählte. Auberlen war ein fachmännisch und methodisch gründlich gebildeter Lehrer, der auch an seiner eigenen Weiterbildung beständig arbeitete. Bestärkt wurde er durch die Lektüre der Volksschule des Esslinger Seminardirektors Denzel, eines begeisterten Anhängers Johann Heinrich Pestalozzis. Wegen des guten Zustandes seiner Schule erhielt Auberlen 1835, 1837 und 1847 Belobigungen und Gratifikationen. Der Entwurf zur Errichtung einer Gewerbeschule, den er bereits 1835 der Schulbehörde vorgelegt hatte, wurde erst 1851 verwirklicht, als in Fellbach eine gewerbliche Sonntags- und Zeichenschule eingerichtet wurde. Auberlens landwirtschaftliche Winterabendschule führte 1858 zur Gründung einer Weingärtner-Gesellschaft in Fellbach. 
Sein Hauptinteresse galt aber der Musik, vor allem der Kirchenmusik. Er selbst war ein hervorragender Organist. Besonderen Wert legte er auf den Gesang, den er verstärkt im Schulunterricht pflegte und förderte. Aber auch außerhalb der Schule, in der Familie und mit Freunden, wurde viel gesungen, teils Kantaten, Motetten und Choräle, teils Lieder, die er selbst gedichtet und komponiert hatte. 1838 gründete Auberlen einen Männerchor, der bis heute existiert. Als er 1867 mit der Gemeinde sein 50. Amtsjubiläum feierte, wurde er vom Schultheiß beschenkt und vom württembergischen König mit der goldenen Zivilverdienstmedaille ausgezeichnet. 
In den folgenden Jahren wurde er kränklich, so dass er sich 1873 vom Schuldienst zurückzog. Zuletzt wohnte er in der Lindenstraße 18, bis er im folgenden Jahr verstarb. Auf dem Alten Friedhof wurde er im Familiengrab beigesetzt, das von der Stadt Fellbach bis heute gepflegt wird. Die Auberlen-Realschule und eine Straße in Fellbach tragen seinen Namen. Geschichte und Bedeutung der Familie Auberlen sind mit einer ständigen Ausstellung im Stadtmuseum Fellbach dokumentiert.

## Kinder
- Karl August Auberlen (1824–1864), evangelischer Theologe.
- Ferdinand Wilhelm Auberlen (* 1826), Kaufmann und Unternehmer.
- Wilhelm Auberlen, Kriegskommissär.
- Adolf Auberlen, evangelischer Pfarrer.
- Clara Anna Auberlen

## Publikationen
- 48 zwei-, drei- und vierstimmige Gesänge für Volksschulen, in der Tonzifferschrift eines württembergischen Vereins und im Auftrag desselben hrsg. von W. A. Auberlen, 1840.